# Rede D'Or São Luiz
A Rede D'Or São Luiz, fundado em 1977 no Rio de Janeiro como Cardiolab pelo cardiologista Jorge Moll Filho, é o maior grupo hospitalar privado brasileiro, com mais de 11 000 leitos e 69 hospitais próprios, incluindo os da marca São Luiz.
Atualmente, o médico cardiologista é um dos bilionários brasileiros self-made no ranking da Forbes.
Em 2020, a empresa fez seu IPO na B3, movimentando então R$ 11,3 bilhões, o terceiro maior IPO da história da bolsa brasileira.

## História
A Rede nasceu a partir de uma clínica de diagnóstico por imagem, Cardiolab, em Botafogo, no Rio de Janeiro, em 1977. Na época, o fundador com 32 anos de idade, Jorge Moll Filho decidiu investir no mundo dos negócios. O cardiologista investiu na área médica, de forma inovadora. Moll deu início a uma nova era de diagnósticos por imagens, em clínica, entre o fim da década de 1980 e durante os anos 1990, o Grupo Labs, como foi chamado após a expansão das unidades.
O empresário Gaspar D’Orey, desejava voltar a Portugal, mas antes precisava se desfazer de um negócio: um hotel localizado na Barra da Tijuca, em sociedade com Jacob Barata. Barata assumiu a parte de D’Orey e Jorge Moll Filho entrou como sócio do empreendimento. O cardiologista, então, convenceu o associado a transformar o antigo hotel em hospital.
Essa ideia não foi uma aposta impulsiva. Antes mesmo da abertura da primeira clínica, a Cardiolabs, Moll já assistia a muitos de seus pacientes pegando a ponte aérea em direção a São Paulo, já que muitos cariocas com um alto poder aquisitivo recorriam ao hospital Albert Einstein, na capital paulista, por falta de opções no Rio.
Então, foi assim que em 1998 foi inaugurado o primeiro hospital de Moll Filho, o Hospital Barra D’Or, na Barra da Tijuca, seguido do Hospital Copa D'Or, em Copacabana e do Quinta D'Or, em frente à Quinta da Boa Vista, em São Cristóvão.

### Rede D’Or: máquina de aquisições
O interesse por inovação é o que move a história da Rede D’Or, permeada por vendas e aquisições milionárias no setor de saúde. Moll Filho vendeu a empresa de diagnósticos, Grupo Labs, para o grupo de laboratórios Fleury, em 2010, por mais de R$ 1 bilhão.
Com os recursos, decidiu investir em outra linha de negócios: hospitais em outras localidades, como em São Paulo. O cardiologista comprou a rede de hospitais e maternidades São Luiz, em 2011, visando o aumento de 3 mil leitos na época. O negócio já havia virado o maior grupo independente do país, com 13 unidades.
O aporte do BTG Pactual, que se tornou acionista de Jorge Moll Filho em 2010, permitiu a expansão da companhia além do eixo Rio-São Paulo.
Entre as principais aquisições nesse período de sociedade com o banco houve a inauguração de unidades em Brasília (2012), Campo Grande (2013) e Sergipe (2014). A Rede São Luiz, da capital paulista, foi adquirida também nesse período. O BTG deixou o negócio em 2015, quando vendeu a participação para o fundo soberano de Cingapura (GIC).
Em 2016, a Rede D’Or inaugurou o Hospital CopaStar, no Rio de Janeiro, e a partir dele iniciou a linha de hospitais de atendimento cinco estrelas.
Em seguida, ocorreram as inaugurações dos hospitais DFStar (Brasília) e Vila NovaStar (São Paulo) em 2018. Depois disso, o grupo seguiu expandindo os horizontes para os estados da Bahia e Maranhão.
Em fevereiro de 2022, a empresa fez um acordo de associação com a SulAmérica, uma das maiores seguradoras independentes do Brasil. A fusão entre a Rede D'Or e a SulAmérica foi aprovada pelo CADE e ANS. Hoje, também acionista da Qualicorp, a Rede D’Or é avaliada em mais de R$ 65 bilhões.
Atualmente, Jorge Moll Filho preside o conselho de administração do grupo, juntamente com a esposa Alice. Três dos cinco filhos fazem parte do conselho: Jorge Moll Neto, que também preside o Instituto D’Or de Pesquisa e Ensino (IDOR), André Moll e Paulo Moll, também CEO da Rede D’Or.